# Crissay-sur-Manse
Crissay-sur-Manse es una comuna francesa del departamento de Indre y Loira en la región del Centro. 
Se encuentra situada a 40 km al suroeste de Tours en una ladera junto al valle del río Manse dominada por la silueta de las ruinas de su castillo medieval. Su paisaje natural y patrimonio arquitectónico le valen estar inscrita en la lista de les plus beaux villages de France.

## Demografía
| 370 | 366 | 401 | 333 | 328 | 354 | 321 | 306 | 319 | 320 | 301 | 282 | 277 | 285 | 289 | 275 | 246 | 249 | 246 | 273 | 173 | 211 | 202 | 179 | 193 | 194 | 173 | 164 | 137 | 118 | 97 | 119 | 115 |
| Para los censos de 1962 a 1999 la población legal corresponde a la población sin duplicidades (Fuente: INSEE [Consultar]) |     |     |     |     |     |     |     |     |     |     |     |     |     |     |     |     |     |     |     |     |     |     |     |     |     |     |     |     |     |    |     |     |